# Vezet (Meri)
Vezet  (ou Veze) est une localité du Cameroun située dans l'arrondissement de Meri, le département du Diamaré et la région de l’Extrême-Nord. Elle fait partie du canton de Meri.

## Population
En 1974, la localité comptait 134 habitants, des Moufou.
Lors du dernier recensement de 2005, on y a dénombré 272 habitants, soit 138 hommes (50,74 %) pour 134 femmes (49,26 %). 